# Apamea pallescens
Apamea pallescens är en fjärilsart som beskrevs av Barend J. Lempke 1965. Apamea pallescens ingår i släktet Apamea och familjen nattflyn. Inga underarter finns listade i Catalogue of Life.